# James Sladky
James Sladky (Bridgeport, Connecticut, 16 de março de 1947 — 9 de novembro de 2017) foi um patinador artístico americano, que competiu na dança no gelo. Com Judy Schwomeyer ele conquistou uma medalha de prata e três de bronze em campeonatos mundiais, uma medalha de ouro, uma de prata e uma de bronze no Campeonato Norte-Americano e foi pentacampeão do campeonato nacional americano.

## Principais resultados

### Com Judy Schwomeyer
| Resultados                                            | Resultados    | Resultados        | Resultados      | Resultados        | Resultados       | Resultados        | Resultados      | Resultados    | Resultados    | Resultados    | Resultados    | Resultados    | Resultados    | Resultados    | Resultados    |  |
| Internacional                                         | Internacional | Internacional     | Internacional   | Internacional     | Internacional    | Internacional     | Internacional   | Internacional | Internacional | Internacional | Internacional | Internacional | Internacional | Internacional | Internacional |  |
| Evento/Temporada                                      | 1965– 1966    | 1966– 1967        | 1967– 1968      | 1968– 1969        | 1969– 1970       | 1970– 1971        | 1971– 1972      |               |               |               |               |               |               |               |               |  |
| ----------------------------------------------------- | ------------- | ----------------- | --------------- | ----------------- | ---------------- | ----------------- | --------------- | ------------- | ------------- | ------------- | ------------- | ------------- | ------------- | ------------- | ------------- |  |
| Campeonato Mundial                                    |               | 8.º               | 4.º             | Medalha de bronze | Medalha de prata | Medalha de bronze |                 |               |               |               |               |               |               |               |               |  |
| Campeonato Norte-Americano                            |               | Medalha de bronze |                 | Medalha de prata  |                  | Medalha de ouro   |                 |               |               |               |               |               |               |               |               |  |
| Nacional                                              |               |                   |                 |                   |                  |                   |                 |               |               |               |               |               |               |               |               |  |
| Campeonato dos Estados Unidos                         | 6.º           | Medalha de bronze | Medalha de ouro | Medalha de ouro   | Medalha de ouro  | Medalha de ouro   | Medalha de ouro |               |               |               |               |               |               |               |               |  |
|                                                       |               |                   |                 |                   |                  |                   |                 |               |               |               |               |               |               |               |               |  |
| Legenda: Competição não foi disputada nesta temporada |               |                   |                 |                   |                  |                   |                 |               |               |               |               |               |               |               |               |  |